# Marko Pogačnik (kipar)
Marko Pogačnik, slovenski kipar in risar * 11. avgust 1944, Kranj.

## Življenje in delo
Marko Pogačnik se je rodil v Kranju materi Mari, gospodinji, in očetu Albinu, tiskarskemu mojstru in numizmatiku. V dijaških letih je v Kranju skupaj z Iztokom Geistrom in Marjanom Cigličem pripravil šolsko glasilo Plamenica. Objavljene pesmi in risbe so sprožile hudo reakcijo takratnih lokalnih oblasti v Kranju. Iz sodelovanja treh prijateljev se je leta 1966 razvila konceptualistična skupina OHO (1965 - 1971). Študiral je na Akademiji za likovno umetnost v Ljubljani (1963 - 1967). 
Od leta 1968 naprej je svobodni umetnik. Leta 1971 je začel s prijatelji umetnost povezovati z življenjem (landart) in ustanovil komuno v Šempasu v Vipavski dolini, potem ko je v Novi Gorici sodeloval kot oblikovalec stavbe sedanjega casinoja Perla. 
Z razstavno dejavnostjo je začel že zelo zgodaj, saj je imel prvo razstavo že leta 1965 v Prešernovi hiši v Kranju. Zelo veliko je tudi razstavljal zunaj svoje matične države: v Parizu, v Münchnu, v New Yorku, v Firencah in drugod. Izdelal je številne prostorske načrte na reki Savi in Kokri. Leta 1971 se je skupaj z družino preselil v Šempas v Vipavski dolini, kjer še zdaj živi. V letih 1978 - 1985 je gradil »mrežo krajinskih skulptur po Vipavski in Soški dolini«: Vrtovin, Šempas, Cesta, Visoko, Duplje, Vitovlje, Gabrje, Vipavski Križ, Bovec, Vogrsko, Podnanos, Zatolmin, Osek, Podkraj. Izdelal je tudi številne skulpture za različne stavbe ter likovne opreme.
Z ženo Mariko in hčerami Ajro, Nike in Ano je razvil novo umetniško prakso imenovano »litopunktura«, v kateri postavlja kamnite stebre na izbrane točke v zaključeni pokrajini. Nekaj litopunkturnih del: na obeh straneh meje med Severno Irsko in Republiko Irsko; litopunktura mest: Beljak, Jesenice, Celovec, Aachen, Radgona; litopunktura na obeh straneh meje na Koroškem (Podjuna) itd. Leta 1991 je za pregledno razstavo v Moderni galeriji v Ljubljani prejel nagrado Prešernovega sklada in leta 2008 Jakopičevo nagrado. Je tudi oblikovalec grba Republike Slovenije.

## Mednarodno imenovanje Unescovega umetnika za mir
Marko Pogačnik je bil 5. februarja 2016, imenovan za 56. Unescovega umetnika za mir. Naziv je prejel v Parizu ob posebni slovesnosti na ministrstvu za kulturo iz rok aktualne direktorice Unesca Irine Bokove.